# Adrián Maximiliano Peralta
Adrián Peralta (Burzaco, província de Buenos Aires, 8 de maig de 1982) és un futbolista argentí, que ocupa la posició de migcampista.
Va jugar al seu país al Tristán Suárez i a l'Instituto de Córdoba. El 2005 va passar una breu estada al RCD Mallorca, de la primera divisió espanyola.
De nou al seu país, juga amb Newell's Old Boys. El 2007 fitxa per Lanús, amb qui guanya l'Apertura d'eixe any, el primer en la història del club.